# James L. Gordon
James Leonard Tagle Gordon, detto Jimmy (Imus, 17 gennaio 1917 – Olongapo, 20 febbraio 1967), è stato un politico filippino.
Soprannominato come il "Padre di Olongapo", legò il suo nome alla suddetta città contribuendone all'indipendenza dagli Stati Uniti d'America dopo la seconda guerra mondiale e divenendone il suo primo sindaco alla sua inaugurazione come città nel 1966. Noto per le misure adottate contro la corruzione e la criminalità, fu infatti tra gli artefici della forte crescita economica della città durante gli anni sessanta. Il suo mandato terminò il 20 febbraio 1967, quando un ex detenuto del Penitenziario Nazionale, Nenito Alincastre, lo ferì mortalmente con un colpo di arma da fuoco nel municipio di Olongapo, in circostanze e per motivazioni mai del tutto chiarite.
La moglie Amelia, così come i figli Dick e Bong, sono a loro volta entrati nel mondo della politica dopo la sua morte.

## Biografia
Gordon nacque il 17 gennaio 1917 a Imus, municipalità della provincia di Cavite, figlio del marinaio statunitense John Jacob Gordon (1873-1953) e della filippina meticcia Veronica Tagle, quest'ultima figlia del rivoluzionario José Tagle (noto per il ruolo fondamentale nella battaglia di Imus durante la rivoluzione filippina). Al momento della sua nascita il padre, sbarcato in Filippine nel 1898 con la flotta dell'ammiraglio George Dewey durante la guerra ispano-americana e che successivamente ebbe cinque figli dalla prima moglie Paula Martín, era in servizio presso la base navale di Subic Bay.

### Gioventù e seconda guerra mondiale
A differenza dei suoi fratellastri che fecero ritorno in America in età adolescenziale, optò per la cittadinanza filippina e, dopo aver completato il liceo ad Olongapo, studiò ingegneria aerospaziale presso la Far Eastern University. Quando l'Impero giapponese decise di invadere le Filippine nel 1941, sancendo di fatto l'inizio della seconda guerra mondiale nell'arcipelago, Gordon si unì a un movimento di guerriglia locale per combattere le forze nipponiche. Dopo il conflitto bellico si dedicò all'imprenditoria e aprì con la moglie Amelia diversi ristoranti e locali notturni sotto il marchio di Admiral Enterprises.

### Inizi della carriera politica
(Il giornalista del Manila Chronicle Jose C. Balein descrive la situazione di Olongapo nel dopoguerra.)
Mentre il resto delle Filippine fu dichiarato indipendente dagli Stati Uniti d'America il 4 luglio 1946 attraverso una proclamazione di Harry S. Truman, la municipalità di Olongapo era rimasta sotto la giurisdizione americana sulla base del trattato di Parigi del 1898 ed era perciò governata da un ufficiale della United States Navy. Le rigide regole imposte dalle autorità statunitensi nei confronti degli abitanti locali iniziarono a creare malcontento tra la popolazione e negli anni cinquanta Gordon, stimato dagli ufficiali americani lì in servizio e nel frattempo divenuto consigliere comunale, fu tra coloro che ribadirono a gran voce il diritto all'indipendenza di Olongapo. Nel 1955 denunciò al Manila Chronicle una serie di abusi e maltrattamenti subiti dai residenti di Olongapo ad opera di marinai statunitensi.
Divenuto poi vicegovernatore della provincia di Zambales, fece parte della commissione che avviò le trattative per la riconsegna di Olongapo al governo filippino: al culmine di una lunga ed estenuante serie di incontri tra le due parti, il passaggio di consegne avvenne il 7 dicembre 1959, a cui fece seguito l'ordine esecutivo del Presidente Carlos P. Garcia che riconosceva ufficialmente Olongapo come una municipalità della provincia di Zambales.
Nonostante il passaggio di consegne, la municipalità si ritrovò a dover affrontare nuovi problemi, questa volta legati alla corruzione della classe amministrativa e alla criminalità, che portarono Gordon alle dimissioni come vicegovernatore. Più in generale si verificò in questi anni una progressiva marginalizzazione delle zone più interne della municipalità a vantaggio delle vicine aree di Zambales, a cui si aggiunsero il saccheggio delle foreste e il contrabbando di sigarette. Per via della sua visione politica, Gordon attirò inevitabilmente a sé numerosi nemici politici che beneficiavano degli introiti delle attività illecite.
Con la municipalità di Olongapo oramai in stato di forte degrado, Gordon, pur inizialmente restio, si candidò come Sindaco municipale alle elezioni amministrative del novembre 1963, dove ebbe la meglio sui propri avversari. La vittoria lo rese il primo sindaco di Olongapo ad essere eletto direttamente dai cittadini. A inizio mandato incontrò ben presto la disapprovazione del governo provinciale, fattore che ostacolò inizialmente la crescita economica di Olongapo. Attraverso alleati politici al Congresso, presentò un disegno di legge per convertire la municipalità di Olongapo a città, incontrando anche in questo caso la forte opposizione del governo di Zambales. La richiesta fu accolta il 1º giugno 1966, quando il Presidente Ferdinand Marcos firmò il Republic Act 4645, noto anche come Carta della Città di Olongapo (in inglese Charter of the City of Olongapo). La città fu ufficialmente inaugurata il 1º settembre 1966 con una semplice cerimonia, mentre Gordon prestò giuramento come suo primo Sindaco due giorni più tardi dinnanzi al Vicepresidente Fernando Lopez. Al Sindaco fu confermato un mandato di quattro anni, che ebbe inizio dalla sua elezione il 30 dicembre 1963.

### Elezione a sindaco e assassinio

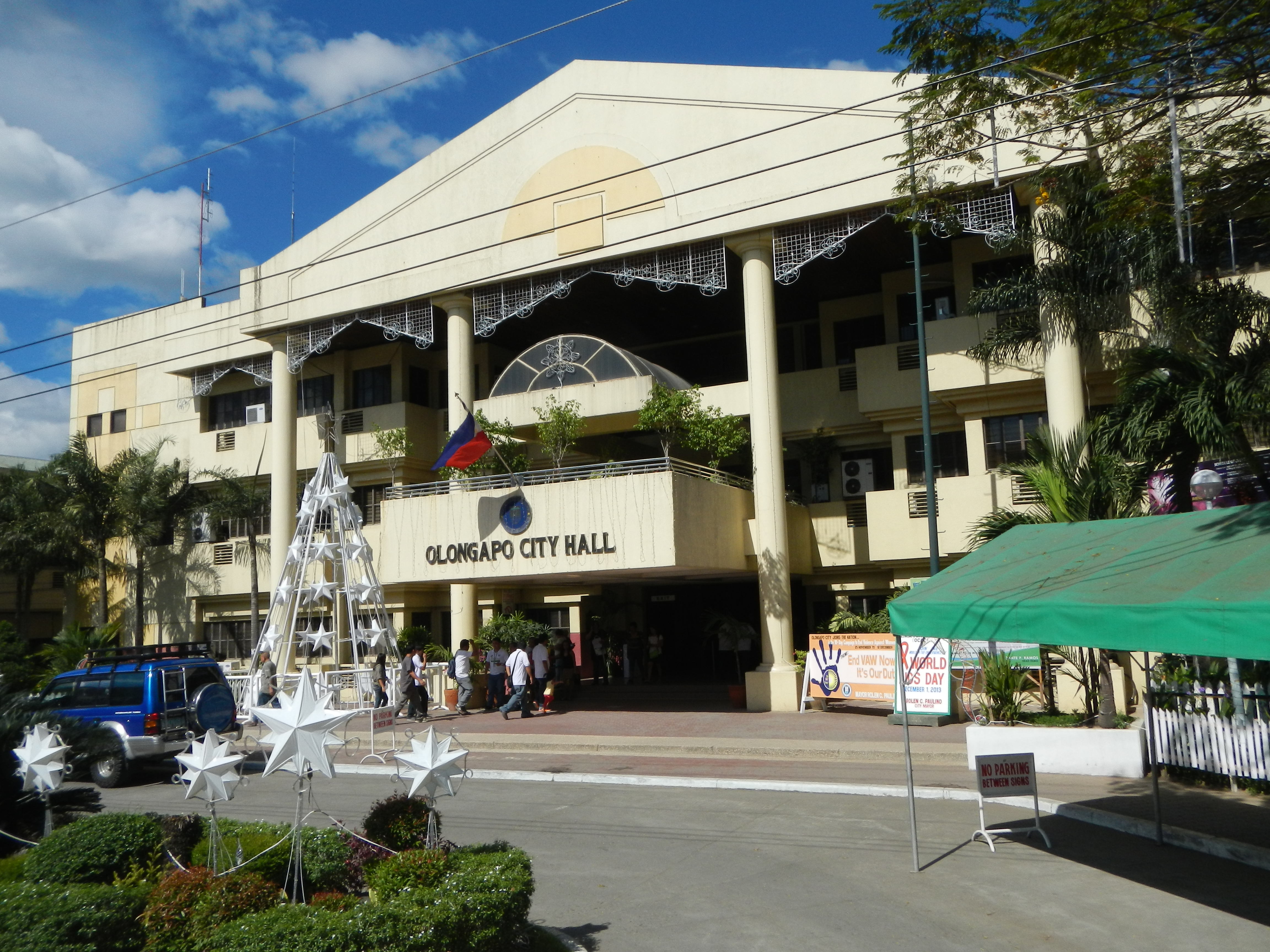
La facciata principale del municipio di Olongapo, luogo dell'assassinio di Gordon

L'amministrazione Gordon si era distinta sin da subito per le rigide misure contro la corruzione e la criminalità, arrivando altresì a scontrarsi con alti esponenti della Polizia filippina (Philippine Constabulary). Egli guidò la città a un periodo di crescita economica e urbana, e affrontò i problemi legati al mercato nero e alla prostituzione. Va infatti ricordato che la presenza di statunitensi nella città, centro della vita culturale e mondana, era ancora forte per via della vicina base navale di Subic Bay.
Come Sindaco fu altresì noto per l'attività di filantropia, tra cui spicca la fondazione del Boys Town, modellato sull'omonimo villaggio del Nebraska e che si occupò della reintegrazione sociale di bambini di strada.

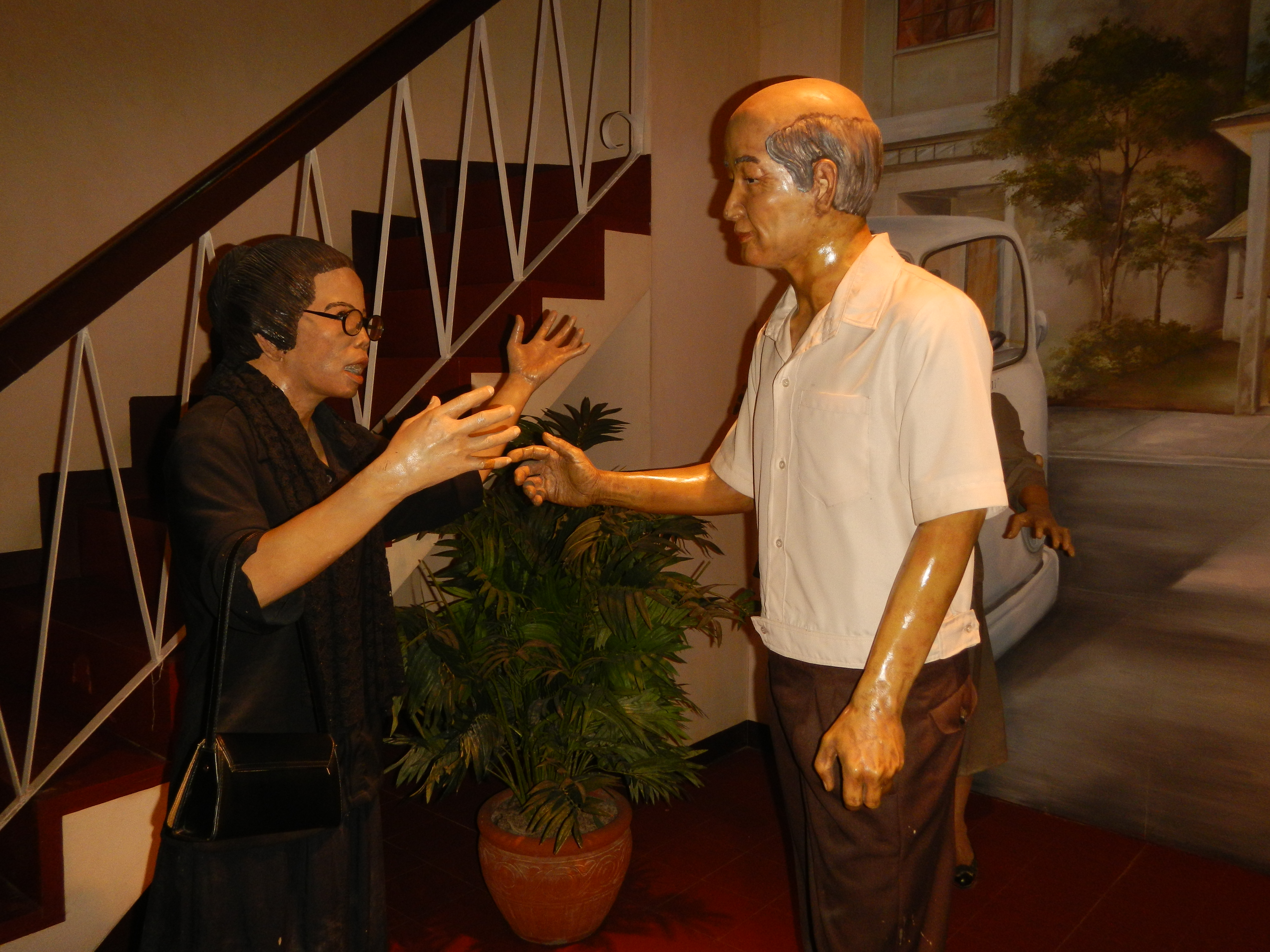
Statua di cera di James Gordon al Subic Bay Historical Center di Olongapo, raffigurante gli ultimi istanti di vita del Sindaco prima dello sparo

Durante il suo mandato Gordon sopravvisse a numerosi tentativi di assassinio, tra cui due attacchi con granate nel 1965. La mattina del 20 febbraio 1967, mentre intratteneva una conversazione con una donna al municipio di Olongapo, venne ferito mortalmente con un colpo di pistola alla testa da Nenito Alincastre, un giovane delinquente fuggito due settimane prima dal Penitenziario Nazionale. Il Sindaco fu trasportato d'urgenza presso la vicina USS Repose, una nave ospedale statunitense, ma spirò a causa della gravità delle ferite riportate. Dopo una breve fuga, l'assassino fu arrestato in un'abitazione poco vicina dove vennero ritrovati anche due uomini – il titolare della casa Pablo Salcedo e Rogelio Lorenzo – e l'arma usata per l'omicidio (una rivoltella Exhibit M calibro .32, contenente ancora cinque proiettili). Il giorno seguente il padre di Rogelio ed ex Capo di polizia di Olongapo Mamerto Lorenzo, sollevato dall'incarico da Gordon per il suo coinvolgimento in numerosi assassini e sin da allora rimasto senza occupazione, si consegnò alla polizia presso il Camp Crame.
La salma del Sindaco fu esposta brevemente al pubblico nei giorni seguenti e infine trasportata, accompagnata da un lungo corteo funebre, nel Gordon Memorial Park, nei pressi del cimitero pubblico di Subic.
Il 23 febbraio 1967 il capo di polizia di Olongapo Godofredo Magallanes denunciò per omicidio sette persone: Nenito Alincastre, Pablo Salcedo, Rogelio Lorenzo, Mamerto Lorenzo, John Doe, Peter Doe e Richard Doe. Durante le investigazioni si scoprì che Alincastre, ex vicino di casa dei Lorenzo, era in combutta con gli altri uomini sospettati e che era stato aiutato nella sua evasione da Bilibid da Pablo Salcedo e un certo Narciso Cruz. Nei giorni seguenti alla fuga dal Penitenziario, Alincastre si sarebbe incontrato più volte con gli indagati per pianificare l'uccisione di Gordon, con la presenza e approvazione del vicesindaco Jaime Guevara, compare di Mamerto Lorenzo: durante queste riunioni Alincastre sarebbe stato selezionato come sicario, con la credenza che una volta eliminato Gordon, Mamerto Lorenzo sarebbe potuto tornare Capo di Polizia grazie all'aiuto di Guevara. Ulteriori accertamenti investigativi consentirono di stabilire che l'abitazione di Salcedo era adibita all'esercizio della prostituzione, con clienti forniti da Rogelio Lorenzo.
Tutti gli arrestati cambiarono versione sull'avvenimento diverse volte. Alincastre si confessò sin da subito colpevole e dichiarò che il motivo delle sue azioni era una ricompensa promessa da Mamerto Lorenzo, il quale invece negò qualsiasi suo coinvolgimento nell'omicidio di Gordon. L'arma del delitto era stata rubata dal giovane a un ufficiale di marina statunitense nel 1966, in un locale notturno di Olongapo. Alincastre fu infine condannato alla pena di morte assieme a Pablo Salcedo e ai Lorenzo, ma morì il 27 settembre 1970 durante una violenta lite in prigione in circostanze mai chiarite, e senza mai indicare completamente i soggetti dietro l'uccisione del Sindaco.
Nei primi anni settanta il Presidente Ferdinand Marcos commutò tutte le condanne a morte degli arrestati in ergastoli con un provvedimento. Le lunghe indagini non portarono mai alla scoperta dei veri mandanti dell'assassinio, benché l'attenzione dell'opinione pubblica si fosse centrata su Jaime Guevara. Narciso Cruz fece perdere le sue tracce, così come John, Peter e Richard Doe, mentre Guevara non subì mai alcun processo in merito all'accaduto. Quest'ultimo, membro di un noto clan politico del luogo, era fratello del sindaco in carica di Subic Dangal Guevara. Non v'è dubbio, comunque, che il gruppo fosse composto da più persone, tra cui anche altri politici di rilievo della provincia di Zambales con cui Gordon si era scontrato in passato.

### Dopo la morte

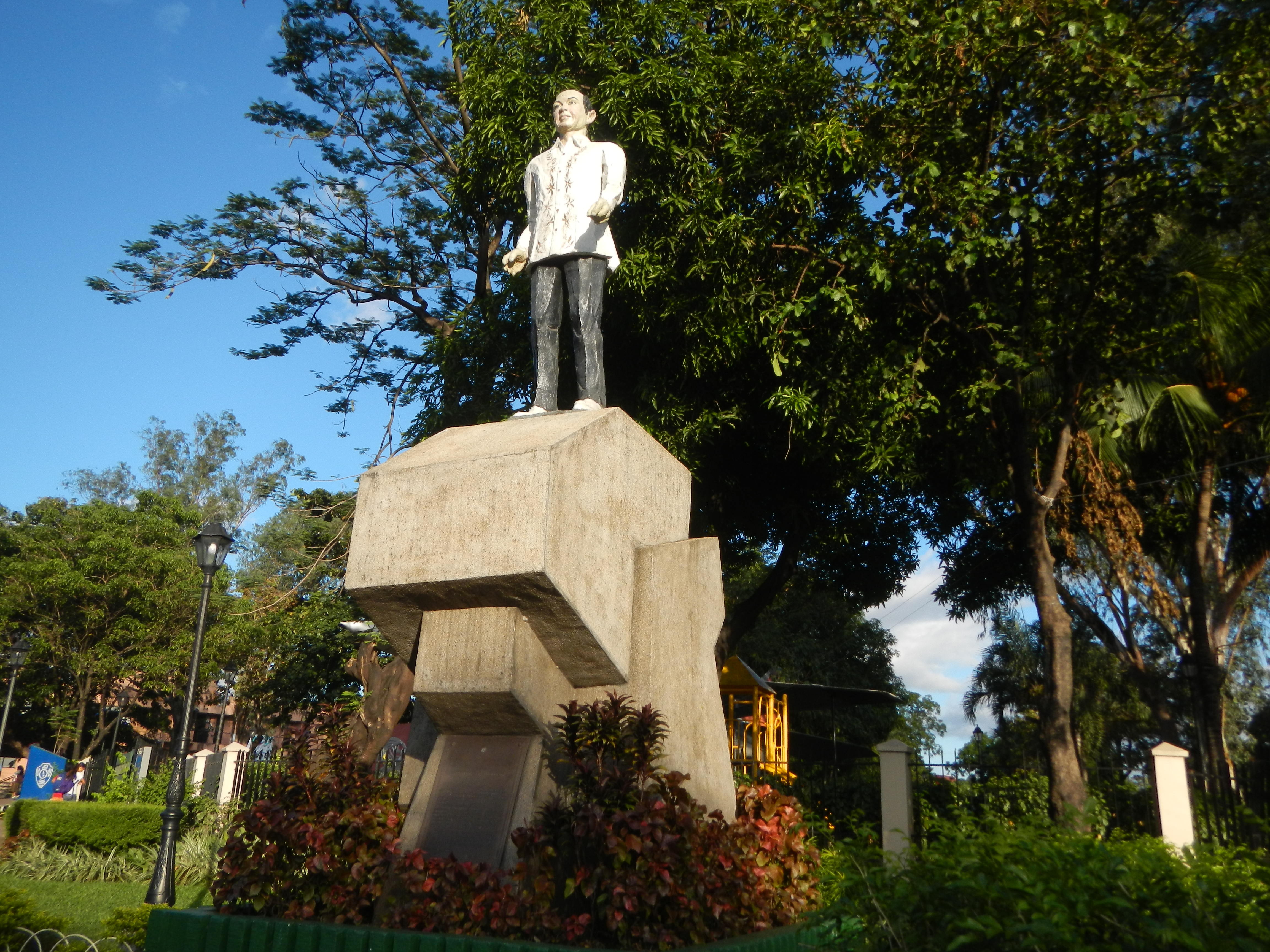
Il monumento a James Gordon all'interno del Parco Marikit di Olongapo

La James L. Gordon Integrated School e il James L. Gordon Memorial Hospital, così come numerosi spazi pubblici a Olongapo, sono stati rinominati in suo onore.
Il 31 gennaio 1997 il Presidente Fidel V. Ramos firmò l'istituzione di una festività nella città di Olongapo, all'approssimarsi del 30º anniversario della sua morte, celebrata il 20 febbraio e divenuta nota come James Gordon Day.
Nell'aprile 2019, con una cerimonia presso i quartieri generali delle forze armate delle Filippine, è stato dichiarato eroe di guerra per l'attività di resistenza durante il secondo conflitto mondiale e il prezioso aiuto fornito alle forze alleate nel corso delle battaglie nella provincia di Zambales.

## Vita privata
Il 5 maggio 1939 sposò Amelia Juico, sua moglie sino all'assassinio nel 1967. Ebbero sei figli: Veronica, Barbara, Cecille, Richard, James Jr. e Imelda.
Sia Amelia che i figli Richard e James Jr. sono entrati nel mondo della politica dopo la sua morte.